# Кварзангский
Кварзангский — поселок в Коношском районе Архангельской области. Входит в состав Подюжского сельского поселения.

## География
Находится в юго-западной части Архангельской области на расстоянии приблизительно 7 км на север-северо-восток по прямой от административного центра поселения поселка Подюга.

## История
Поселок был основан в конце 1930-х годов спецпереселенцами. Название произошло от местной речки Кварзеньги. Здесь действовал лесопункт, работала узкоколейная железная дорога. Ныне массовые лесозаготовки прекращены.

## Население
| 2002 | 2010 | 2012 |
| ---- | ---- | ---- |
| 126  | ↘63  | ↘61  |

Численность населения: 126 человек (русские 93 %) в 2002 году.